# Trzęsienie ziemi w Arice (1868)
Trzęsienie ziemi w Arice – silne trzęsienie ziemi o magnitudzie 8,8 z epicentrum w Arice, które nawiedziło Chile i Peru 13 sierpnia 1868 roku.

## Trzęsienie ziemi

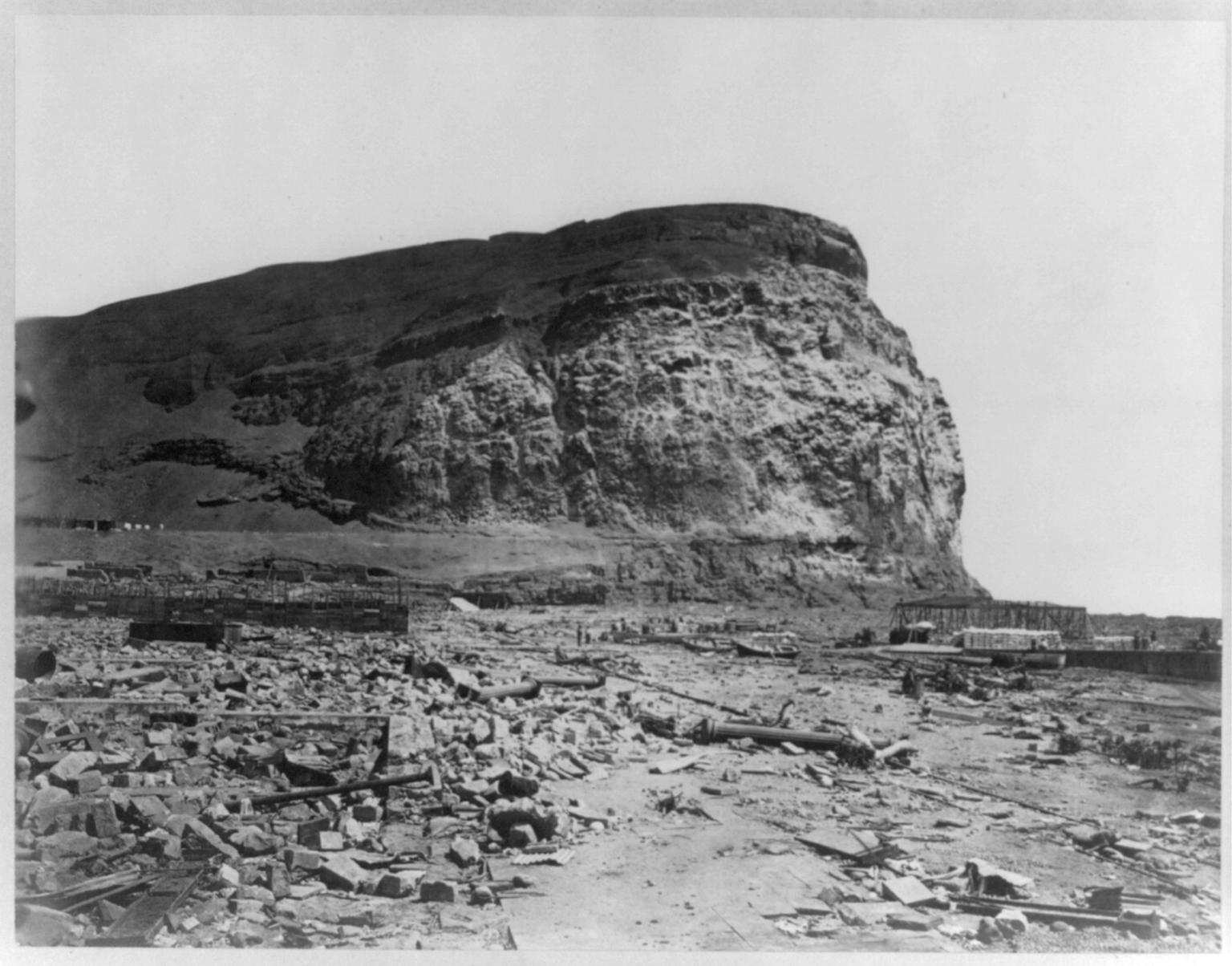
Arica po trzęsieniu ziemi

Trzęsienie ziemi było odczuwalne na bardzo dużym obszarze, a magintudę szacuje się na 8,5-9,3.
Do 25 sierpnia odnotowano około 400 wstrząsów wtórnych.

## Tsunami
Trzęsienie ziemi wywołało tsunami, które odnotowano na całym Oceanie Spokojnym. Największa fala miała wysokość 14 m.